# ITV Wales and West
ITV Wales and West, früher bekannt als Harlech Television (HTV), war bis zum 31. Dezember 2013 ein ITV-Franchisegebiet im Vereinigten Königreich, das von der Regulierungsbehörde Ofcom an einen Sender lizenziert wurde.

## Geschichte
Harlech Television erhielt im Juli 1967 den Auftrag von der Independent Television Authority und ersetzte damit den bisherigen Sender TWW. Obwohl kein offizieller Grund für die Entscheidung genannt wurde, ging man davon aus, dass TWWs Vorliebe, seinen Firmensitz in London und nicht in der Region anzusiedeln, ein Schlüsselfaktor war.
Harlech verpflichtete sich, seinen Hauptsitz im Sendegebiet in den ehemaligen TWW-Studios in Pontcanna in Cardiff und in Bath Road in Bristol anzusiedeln. TWW weigerte sich, Anteile an dem neuen Konsortium zu erwerben, und entschied sich, den Sendebetrieb am Montag, dem 4. März 1968, vorzeitig einzustellen. Die verbleibende Sendezeit verkaufte Harlech für 500.000 Pfund. Da der neue Dienst noch nicht startbereit war, wurde bis zum Start von Harlech am Montag, dem 20. Mai 1968, von ehemaligen TWW-Mitarbeitern ein markenloser Notdienst bereitgestellt. Die Eröffnungsnacht war geprägt von einer vernetzten Varieté-Sondersendung.
Ursprünglich trug der Sender den Namen Harlech Television (nach dem Firmenchef Lord Harlech), doch mit der Einführung von Farbe am 6. April 1970 wurde dieser Name zugunsten des Akronyms HTV fallengelassen. Dies war nicht nur einfacher, sondern beseitigte auch weitgehend die Bedenken aus dem Westen Englands, dass die Marke „Harlech“ nur mit dem walisischen Teil der Doppelregion in Verbindung gebracht wurde.
Der erste Vorstand von Harlech bestand aus einer hochkarätigen Besetzung, darunter der Schauspieler Richard Burton und seine Frau Elizabeth Taylor, der Opernsänger Sir Geraint Evans, der Entertainer Harry Secombe und der erfahrene Rundfunkmoderator Wynford Vaughan-Thomas. Das Gremium trug relativ wenig zur Produktion von HTV bei, obwohl zu den bemerkenswerten Produktionen mehrere Opernspecials und Dokumentarserien zählten, darunter „Great Little Trains of Wales“ und „The Dragon Has Two Tongues“.
In Wales gab es eine zusätzliche Anforderung, eine bestimmte Anzahl von Programmen in walisischer Sprache bereitzustellen. Das abendliche Nachrichtenprogramm Y Dydd von HTV Cymru wurde jeden Abend um 18 Uhr ausgestrahlt und mit seinem englischen Pendant Report Wales geteilt. Neben aktuellen Nachrichten, Features und Unterhaltungsprogrammen war das Unternehmen Vorreiter bei der Entwicklung eines breiten Angebots an walisischen Sendungen für Kinder und Jugendliche, darunter Miri Mawr, Ffalabalam und die Pop-Magazin-Show Ser. Zwei der bekanntesten walisischsprachigen Serien des Unternehmens, Cefn Gwlad und Sion a Sian, werden weiterhin auf S4C ausgestrahlt.
HTV West war besonders erfolgreich bei der Produktion hochwertiger Kinderfernsehserien, die oft international verkauft wurden. In Bristol gründete das Unternehmen den „HTV Junior Drama Workshop“, der junge Schauspieler vorsprach und ausbildete und aus dem es Rollen sowohl für seine eigenen Produktionen als auch für andere Unternehmen auf der Suche nach jungen Talenten besetzte. Arthur of the Britons (eine historische Abenteuerserie), Children of the Stones (ein übernatürlicher Thriller, der inmitten des berühmten Steinkreises von Avebury in Wiltshire gedreht wurde) und Robin of Sherwood waren alle sehr beliebt, wo immer sie gezeigt wurden.
Zusätzlich zu den vernetzten und lokal produzierten Programmen strahlte HTV auch importierte Sendungen aus und war der erste britische Sender, der 1971 im Rahmen eines IBA-Pilotprogramms die Sesamstraße ausstrahlte (das Programm war von der BBC abgelehnt worden). HTV Wales produzierte weitaus weniger Dramen, erhielt jedoch 1985 den Vertrag, die zehnteilige Serie „Rückkehr zur Schatzinsel“ für den Disney Channel zu drehen.
Im November 1982 wurde der neue walisischsprachige Kanal S4C gestartet. HTV sendete keine walisischsprachigen Programme mehr, sondern produzierte solche Programme für S4C (zusammen mit der BBC und unabhängigen Produzenten). Die gestiegene Nachfrage nach Programmen auf Walisisch führte zu einer Ausweitung der Ressourcen von HTV. HTV begann auch, lokale Werbesendungen sowohl für S4C als auch für den neuen Kanal 4 bereitzustellen, der zu dieser Zeit regionale Werbung im Westen ausstrahlte. Die Räumlichkeiten in Pontcanna konnten nicht ausreichend erweitert werden, um der gestiegenen Studioproduktion gerecht zu werden, und so wurde in Culverhouse Cross am westlichen Stadtrand von Cardiff ein neuer Studiokomplex errichtet, der schließlich 1984 in Betrieb ging.
Im Februar 1985 kam es bei HTV zu der ersten sicherheitsrelevanten Störung, nachdem im Studio schnell Flammen aufloderten. Das Personal wurde schließlich aus Sicherheitsgründen evakuiert und die Sendung von HTV leider verschoben. Glücklicherweise wurde niemand verletzt und die meisten Studiogeräte von HTV blieben unbeschädigt. Später am selben Tag konnte der Dienst schließlich wieder aufgenommen werden. Allerdings mussten sie ihr geplantes Nachmittagsprogramm aus Gründen absagen, die mit den durch das Feuer verursachten Sendeverzögerungen von HTV zusammenhingen. Das Programm wurde für diesen Tag durch die Sesamstraße ersetzt.
Weitere technische Innovationen wurden 1988 umgesetzt, als HTV eine neue Präsentationseinrichtung in Culverhouse Cross eröffnete und damit der erste britische Sender war, der Sony Library Management Systems installierte, die die automatische Wiedergabe von Kassetten ermöglichten. Drei LMS-Geräte wurden installiert, jeweils eines zum Abspielen von Übertragungsbändern in den Diensten in Wales und im Westen, während das dritte für die Wiedergabe und Zusammenstellung von Werbespots für S4C in Wales und Channel 4 im Westen verwendet wurde. 1988 begann HTV auch mit dem 24-Stunden-Senden, als es am 22. August seinen nächtlichen Night Club-Dienst startete.
Im Mai 1990 erwarb HTV die britische Niederlassung von Vestron Video International und benannte sie in First Independent Films um. First Independent Films war ein britischer Filmverleih und Heimvideounternehmen, das die britischen Niederlassungen von Vestron Video International ersetzte.
Aufgrund von Verzögerungen bei der Unterzeichnung des Lizenzvertrags bei der Konzessionserneuerung im Jahr 1991 schloss Westcountry Television einen Vertrag mit HTV über den Präsentationsbetrieb ab, und dieser Dienst nutzte die dritte LMS-Maschine, die mit modernen VTRs ausgestattet war. Der Dienst wurde am Neujahrstag 1993 eingeführt. Etwa zur gleichen Zeit wurde die Werbeausstrahlung für S4C und Channel 4 zu einer internen Aufgabe beider Netzwerke.
Während derselben ITV-Konzessionsrunde im Jahr 1991 hatte die ITC zunächst erwogen, das Angebot von HTV aufgrund seines Geschäftsplans zu disqualifizieren, aber es wurde schließlich zugelassen. HTV gewann mit einem Gebot von 20,5 Millionen Pfund und überbot damit drei andere Unternehmen – Merlin, C3WW und C3W. Aufgrund der Höhe des Konzessionsgebots musste das Unternehmen erhebliche Einsparungen vornehmen, um die gestiegenen Lizenzkosten zu decken.
Das Unternehmen machte in den ersten sechs Monaten seiner Lizenz im Jahr 1993 einen Verlust von 5 Millionen Pfund, nachdem die an den Staat gezahlten Abgaben gekürzt worden waren. Drastische Kostensenkungsmaßnahmen traten in Kraft – darunter ein Einfrieren der Löhne, die Streichung der jährlichen Bonuszahlungen und weitere erhebliche Stellenstreichungen, zusätzlich zu den Stellenstreichungen, die die Mitarbeiterzahl bereits auf 460 halbiert hatten. Flextech übertrug seinen 20%-Anteil an HTV im September 1995 an Scottish Television. Im September 1995 gab Flextech seinen 20-prozentigen Anteil an HTV an Scottish Television weiter, als Teil seiner Vereinbarung zum Erwerb eines größeren Anteils an Scottish Television. Der Deal verstärkte die Spekulationen über eine mögliche Fusion zwischen HTV und STV, die jedoch nie zustande kam.
Im Oktober 1996 stimmte United News and Media dem Kauf des 20-prozentigen Anteils von Scottish Television an dem Unternehmen zu, womit Carltons Interesse an einer Übernahme endete. HTV und United begannen kurz nach dem Verkauf Gespräche über die gemeinsame Nutzung von Produktionsdienstleistungen und -einrichtungen. Damals hieß es, United habe „keine Absicht, ein Angebot für das gesamte Unternehmen abzugeben“, doch sechs Monate später, am 28. Juni 1997, wurde HTV für 370 Millionen Pfund vollständig von United News and Media plc (jetzt United Business Media plc) übernommen.
United News & Media bot die HTV-eigene Firma First Independent Films 1997 zum Verkauf an, nachdem der Film G.I. Jane in Großbritannien kommerziell misslang. Die Vermögenswerte wurden schließlich von Columbia TriStar Home Video erworben, die das Label First Independent Films noch zwei Jahre lang behielten, bevor sie es 1999 vollständig in ihr eigenes Label eingliederten.
Im Jahr 2000 kaufte Granada plc die Fernsehinteressen von United, doch zu dieser Zeit beschränkten Wettbewerbsvorschriften den Umfang, in dem ein Unternehmen das ITV-Netzwerk kontrollieren konnte, und so war das Unternehmen gezwungen, eine seiner ITV-Lizenzen aufzugeben. Dies führte zu einer Zerschlagung von HTV, wobei seine Sendeanlagen und die Sendelizenz für Channel 3 (und damit seine Werbeeinnahmen) an Carlton Communications plc, Eigentümer von Carlton Television, verkauft wurden, während die meisten Produktionsanlagen bei Granada verblieben. Anders als bei Carltons anderen ITV-Akquisitionen, die umbenannt wurden, um den Namen Carlton auf dem Bildschirm zu verwenden, blieb die Identität von HTV im Fernsehen bis zum 27. Oktober 2002 erhalten, als die Marke „ITV1“ in den meisten Netzwerken eingeführt wurde.
Granada und Carlton durften 2004 fusionieren und gründeten das Einzelunternehmen ITV plc, das nun alle ITV-Franchises in England und Wales besitzt. HTV Ltd wurde am 29. Dezember 2006 in ITV Wales & West Ltd umbenannt, parallel dazu wurde HTV Group Ltd in ITV Wales & West Group Ltd umbenannt. Am 11. Dezember 2008 wurde die Sendelizenz von ITV Wales & West Group Ltd an ITV Broadcasting Limited übertragen, das Unternehmen, das nun für alle regionalen Konzessionen in England, Wales und Südschottland verantwortlich ist.
Im Rahmen der Pläne zur Reduzierung des regionalen Nachrichtendienstes von ITV aus Kostengründen wurde der regionale Nachrichtendienst von ITV West 2009 mit dem von ITV Westcountry zusammengelegt, um ITV West Country zu bilden. Das neue Programm ITV News West Country wird aus Bristol ausgestrahlt.

## Hintergrund
Es gibt keinen Sender, weder in der Vergangenheit noch in der Gegenwart, der „ITV Wales and West“ heißt. Die Lizenz bezieht sich auf eine „doppelte Region“, was bedeutet, dass das Franchisegebiet in zwei Unterregionen, Wales und Westengland, aufgeteilt wurde, die jeweils von unterschiedlichen und separaten ITV-Programmdiensten bedient werden mussten, wie darin ausführlicher definiert die Lizenz.
Ab Januar 2014 wurde die Lizenz für zwei Regionen in zwei Teile geteilt, wobei ITV Cymru Wales für Wales und ITV West Country sowohl die Unterregion West of England als auch South West England abdeckten. Beide Lizenzen verbleiben bei ITV plc über ihre Tochtergesellschaft ITV Broadcasting Ltd, und die rechtlichen Namen der ehemaligen HTV-Unternehmen wurden noch nicht erneut geändert.
Die Archive der National Library of Wales lagern jetzt 200.000 ITV (HTV)-Filme und -Videos aus dem Jahr 1958.